# Dänische Superliga 2011/12
Die Superligaen 2011/12 war die 22. Spielzeit der höchsten dänischen Fußball-Spielklasse der Herren, der Superliga, seit deren Einführung 1991. Die Saison begann am 16. Juli 2011 mit dem Spiel Odense BK gegen FC Nordsjælland und endete am 25. Mai 2012.

## Modus
Die zwölf Mannschaften traten in je drei Runden gegeneinander an, sodass 33 Spieltage zu absolvieren waren. Meister wurde zum ersten Mal in der Klubgeschichte der FC Nordsjælland mit zwei Punkten Vorsprung vor Titelverteidiger FC Kopenhagen. Die beiden Letztplatzierten Lyngby BK und HB Køge stiegen in die 1. Division ab.

## Vereine
| Verein                | Stadt      | Stadion                  | Kapazität |
| --------------------- | ---------- | ------------------------ | --------- |
| Aalborg BK            | Aalborg    | Energi Nord Arena        | 13.800    |
| Aarhus GF             | Aarhus     | NRGi Park                | 19.433    |
| Brøndby IF            | Brøndby    | Brøndby Stadion          | 28.000    |
| AC Horsens            | Horsens    | CASA Arena Horsens       | 10.400    |
| FC Kopenhagen         | Kopenhagen | Parken                   | 38.076    |
| HB Køge               | Herfølge   | SEAS-NVE Park            | 08.000    |
| Lyngby BK             | Lyngby     | Lyngby Stadion           | 09.000    |
| FC Midtjylland        | Herning    | MCH-Arena                | 11.809    |
| FC Nordsjælland       | Farum      | Farum Park               | 10.300    |
| Odense BK             | Odense     | TRE-FOR Park             | 15.761    |
| Silkeborg IF          | Silkeborg  | Mascot Park              | 10.000    |
| Sønderjysk Elitesport | Haderslev  | Haderslev Fodboldstadion | 08.000    |

## Abschlusstabelle
| Pl. | Verein                | Sp. | S  | U  | N  | Tore    | Diff. | Punkte |
| --- | --------------------- | --- | -- | -- | -- | ------- | ----- | ------ |
| 1.  | FC Nordsjælland (P)   | 33  | 21 | 5  | 7  | 049:220 | +27   | 68     |
| 2.  | FC Kopenhagen (M)     | 33  | 19 | 9  | 5  | 055:260 | +29   | 66     |
| 3.  | FC Midtjylland        | 33  | 17 | 7  | 9  | 050:400 | +10   | 58     |
| 4.  | AC Horsens            | 33  | 17 | 6  | 10 | 053:390 | +14   | 57     |
| 5.  | Aarhus GF (N)         | 33  | 12 | 12 | 9  | 047:400 | +7    | 48     |
| 6.  | Sønderjysk Elitesport | 33  | 11 | 11 | 11 | 048:510 | −3    | 44     |
| 7.  | Aalborg BK            | 33  | 12 | 8  | 13 | 042:480 | −6    | 44     |
| 8.  | Silkeborg IF          | 33  | 11 | 10 | 12 | 051:470 | +4    | 43     |
| 9.  | Brøndby IF            | 33  | 9  | 9  | 15 | 035:460 | −11   | 36     |
| 10. | Odense BK             | 33  | 8  | 10 | 15 | 046:500 | −4    | 34     |
| 11. | Lyngby BK 1           | 33  | 8  | 4  | 21 | 032:600 | −28   | 28     |
| 12. | HB Køge (N)           | 33  | 4  | 7  | 22 | 032:710 | −39   | 19     |

| (M) | amtierender dänischer Meister     |
| (P) | amtierender dänischer Pokalsieger |
| (N) | Neuaufsteiger                     |

## Kreuztabelle
| Spieltage 1–11        | Aalborg BK | AC Horsens |     | Brøndby IF | FC Kopenhagen | FC Midtjylland |     | HB Køge | Lyngby BK | Odense BK |     | Sønderjysk Elitesport |
| --------------------- | ---------- | ---------- | --- | ---------- | ------------- | -------------- | --- | ------- | --------- | --------- | --- | --------------------- |
| Aalborg BK            |            | —          | 2:1 | —          | —             | 1:0            | 1:2 | —       | 1:2       | 2:1       | —   | —                     |
| AC Horsens            | 3:3        |            | 0:3 | —          | 0:1           | —              | —   | 3:0     | —         | 4:3       | —   | —                     |
| Aarhus GF             | —          | —          |     | 0:0        | —             | 4:2            | 1:0 | —       | 2:1       | 2:2       | —   | —                     |
| Brøndby IF            | 2:2        | 1:4        | —   |            | 1:2           | —              | —   | 5:0     | 1:0       | —         | —   | 2:2                   |
| FC Kopenhagen         | 2:0        | —          | 1:1 | —          |               | 2:0            | 2:0 | —       | —         | 2:2       | 2:1 | —                     |
| FC Midtjylland        | —          | 1:0        | —   | 2:1        | —             |                | 2:1 | —       | 2:1       | —         | 1:2 | 2:0                   |
| FC Nordsjælland       | —          | 1:1        | —   | 2:0        | —             | —              |     | 2:0     | 4:0       | —         | 2:1 | 1:0                   |
| HB Køge               | 1:4        | —          | 0:2 | —          | 2:4           | 2:3            | —   |         | —         | —         | 3:0 | —                     |
| Lyngby BK             | —          | 1:1        | —   | —          | 0:1           | —              | —   | 3:1     |           | —         | 0:2 | 0:1                   |
| Odense BK             | —          | —          | —   | 2:1        | —             | 1:4            | 2:0 | 2:1     | 3:1       |           | —   | 2:4                   |
| Silkeborg IF          | 1:1        | 1:1        | 1:1 | 0:1        | —             | —              | —   | —       | —         | 1:3       |     | 1:1                   |
| Sønderjysk Elitesport | 0:0        | 1:3        | 3:1 | —          | 0:2           | —              | —   | 0:0     | —         | —         | —   |                       |

| Spieltage 12–33       | Aalborg BK | AC Horsens |     | Brøndby IF | FC Kopenhagen | FC Midtjylland |     | HB Køge | Lyngby BK | Odense BK |     | Sønderjysk Elitesport |
| --------------------- | ---------- | ---------- | --- | ---------- | ------------- | -------------- | --- | ------- | --------- | --------- | --- | --------------------- |
| Aalborg BK            |            | 2:0        | 0:2 | 1:0        | 1:1           | 1:2            | 0:2 | 1:0     | 1:0       | 2:1       | 3:1 | 1:2                   |
| AC Horsens            | 1:0        |            | 3:1 | 2:0        | 2:0           | 2:1            | 0:2 | 2:1     | 0:0       | 0:1       | 1:1 | 5:0                   |
| Aarhus GF             | 1:1        | 1:3        |     | 5:1        | 0:0           | 0:2            | 1:1 | 2:0     | 2:1       | 0:0       | 0:2 | 1:3                   |
| Brøndby IF            | 1:1        | 0:1        | 0:0 |            | 2:1           | 0:2            | 0:1 | 1:1     | 2:1       | 1:0       | 3:2 | 1:0                   |
| FC Kopenhagen         | 3:0        | 2:1        | 0:0 | 3:1        |               | 0:0            | 1:3 | 2:1     | 3:0       | 1:1       | 2:1 | 2:0                   |
| FC Midtjylland        | 1:3        | 4:1        | 0:2 | 1:0        | 1:0           |                | 1:1 | 2:1     | 1:2       | 2:0       | 2:2 | 1:1                   |
| FC Nordsjælland       | 1:0        | 3:0        | 5:3 | 1:2        | 1:0           | 0:0            |     | 2:0     | 0:1       | 0:0       | 2:1 | 2:0                   |
| HB Køge               | 1:1        | 2:1        | 1:3 | 1:1        | 0:5           | 1:1            | 0:2 |         | 1:4       | 1:1       | 1:3 | 1:3                   |
| Lyngby BK             | 3:2        | 1:2        | 1:1 | 1:0        | 1:3           | 1:2            | 0:2 | 2:2     |           | 1:0       | 2:3 | 0:4                   |
| Odense BK             | 1:2        | 0:1        | 1:2 | 0:0        | 1:3           | 2:3            | 0:1 | 2:4     | 4:0       |           | 2:2 | 1:1                   |
| Silkeborg IF          | 4:2        | 0:1        | 2:1 | 2:1        | 0:0           | 4:1            | 1:2 | 0:1     | 3:0       | 1:1       |     | 1:1                   |
| Sønderjysk Elitesport | 5:0        | 1:4        | 1:1 | 3:3        | 2:2           | 1:1            | 1:0 | 2:1     | 3:1       | 0:4       | 2:4 |                       |

## Die Meistermannschaft des FC Nordsjælland
| 1. | FC Nordsjælland |
|    | - Tor: Jesper Hansen (32/-), David Jensen (2/-), Jannich Storch (1/-) - Abwehr: Andreas Bjelland (26/1), Jacob Egeris (5/-), Henrik Kildentoft (22/1), Seejou King (5/-), Patrick Mtiliga (24/2), Matthias Nielsen (5/-), Jores Okore (25/1), Michael Parkhurst (29/1), Ivan Runje (7/-) - Mittelfeld: Enoch Adu (32/-), Mikkel Beckmann (23/8), Søren Christensen (33/8), Mark Gundelach (13/1), Andreas Laudrup (27/2), Kasper Lorentzen (14/3), Lasse Petry (6/-), Matti Lund Nielsen (5/-), Nikolaj Stokholm (31/6), Mario Tičinović (11/1) - Sturm: Oğuzhan Aynaoğlu (1/-), Andreas Granskov (13/4), Christian Gytkjær (5/-), Rawez Lawan (27/2), Tobias Mikkelsen (31/7), Nichlas Rohde (5/1), Mads Thomsen (1/-) - Trainer: Morten Wieghorst |

## Torschützenliste
| Pl. | Nat.      | Spieler          | Verein        | Tore |
| --- | --------- | ---------------- | ------------- | ---- |
| 1   | Senegal   | Dame N’Doye      | FC Kopenhagen | 17   |
| 2   | Danemark  | Nicklas Helenius | Aalborg BK    | 14   |
| 3   | Brasilien | César Santin     | FC Kopenhagen | 13   |
| 4   | Brasilien | Gilberto Macena  | AC Horsens    | 11   |
| 5   | Danemark  | Christian Holst  | Silkeborg IF  | 10   |
| 6   | Danemark  | Emil Larsen      | Lyngby BK     | 09   |